# Siphonodon annamensis
Siphonodon annamensis là một loài thực vật có hoa trong họ Dây gối. Loài này được (Lecomte) Merr. miêu tả khoa học đầu tiên năm 1940.